# Natemys peruvianus
Natemys peruvianus es la especie tipo del género fósil Natemys de tortugas criptodiras de la familia de los dermoquélidos que vivió durante el Oligoceno superior en el actual Perú. Se conoce a partir de un único ejemplar encontrado en la formación Chilcatay (Pisco, costa sur de Perú).